# Mega Lo Mania
Mega Lo Mania (от англ. Megalomania — «мания величия») — стратегия в реальном времени, разработанная компанией Sensible Software. Первоначально выпущена для платформы Amiga в 1991 году, позднее портирована на прочие платформы. В северной Америке игра вышла под названием Tyrants: Fight Through Time.

## Игровой процесс
Новая планета формируется в космическом пространстве. И будущие правители подступают к ней со всех сторон.
Игра происходит на 28 островах в девяти эпохах. Игрок выступает в роли одного из четырёх богов: Скарлет (Красный), Цезарь (Зелёный), Оберон (Желтый) и Мэдкап (Синий). Как верховный правитель игрок должен управлять своими подопечными с целью развития народа. Конечной целью игры является поражение противника.
Каждый остров разделен на несколько секторов. Их может быть от 2 до 16 (сетка 4х4). Некоторые острова являются архипелагами, и путешествие между секторами возможно с использованием только воздушных войск. В зависимости от острова игра начинается в разные эпохи.
Любой из секторов может быть либо пустым, либо захваченным одним из игроков (в таком случае там строится стартовая башня и все улучшения необходимо проводить заново). В каждом из секторов есть возможность добывать ресурсы. Для каждого из секторов они уникальны и могут давать определённые преимущества игроку, захватившему их.
Эпоха характеризует технологический уровень поселения. Первая эпоха соответствует 9500 году до н. э., соответствуя уровню пещерного человека (оружием являются камни и палки).

### Эпохи
| Эпоха | Время           | Острова                   | Временное соответствие | Оружие атаки                            | Оружие защиты      |
| ----- | --------------- | ------------------------- | ---------------------- | --------------------------------------- | ------------------ |
| 1     | 9500 до н. э.   | Aloha, Bazooka, Cilla     | Неолит                 | Камни                                   | Палка              |
| 2     | 3000 до н. э.   | Dracula, Etcetra, Formica | Бронзовый век          | Рогатка                                 | Копьё              |
| 3     | 100 г. до н. э. | Gazza, Hernia, Ibiza      | Железный век           | Пика                                    | Лук и стрелы       |
| 4     | 900 г.          | Junta, Karma, Lada        | Средние века           | Большой лук                             | Котел со смолой    |
| 5     | 1400 г.         | Mascara, Nausea, Ocarina  | Возрождение            | Катапульта (требуется 2 человека)       | Арбалет            |
| 6     | 1850 г.         | Pyjama, Quota, Rumbaba    | Индустриальный век     | Артиллерия (требуется 3 человека)       | Мушкет             |
| 7     | 1915 г.         | Sinatra, Tapioca, Utopia  | Первая мировая война   | Биплан (требуется 2 человека)           | Пулемёт            |
| 8     | 1945 г.         | Vespa, Wonka, Xtra        | Вторая мировая война   | Истребитель (требуется 3 человека)      | Базука             |
| 9     | 1980 г.         | Yoga, Zappa, Ohm          | Холодная война         | Ядерная ракета                          | Ядерная ПРО        |
| 10    | 2001 г.         | Mega-Lo-Mania             | Информационный век     | Летающая тарелка (требуется 10 человек) | Лазерная установка |

## Платформы
Оригинальная версия для Amiga была издана в 1991 для Великобритании, Германии и Италии. В том же году было издание на территории Австралии.
Версия для MS-DOS была портированна студией Audio Visual Magic и издана Ubisoft в 1992 для США, Великобритании, Германии, Италии и Франции.
Virgin Interactive выпустила версию для Sega Mega Drive В США в 1992. Годом позднее эта версия была переведена и издана на японском рынке студией CSK Research Institute Corp.
Imagineer выпустила версию для SNES в 1993 для Великобритании, Германии, Японии и Франции.

## Отзывы и мнения
| Иноязычные издания    | Иноязычные издания                                                                 |
| Издание               | Оценка                                                                             |
| --------------------- | ---------------------------------------------------------------------------------- |
| ACE                   | 93 %                                                                               |
| Amiga Action          | 91 %                                                                               |
| Amiga Computing       | 93 %                                                                               |
| Amiga Format          | 91 %                                                                               |
| Amiga Power           | 90 %                                                                               |
| MegaTech              | 92 %                                                                               |
| Mega                  | 88 %                                                                               |
| Amiga Force           | 90 %                                                                               |
| CU Amiga              | 92 %                                                                               |
| The One for Amiga     | 92 %                                                                               |
| Zero                  | 89 %                                                                               |
| Computer Gaming World | 2,5 из 5 звёзд · 2,5 из 5 звёзд · 2,5 из 5 звёзд · 2,5 из 5 звёзд · 2,5 из 5 звёзд |
| Награды               |                                                                                    |
| Издание               | Награда                                                                            |
| MegaTech              | Hyper Game                                                                         |

Mega lo Mania получила восторженные отзывы и стала первой RTS использующей путешествие во времени.